# NGC 6047
NGC 6047 é uma galáxia elíptica (E) localizada na direcção da constelação de Hercules. Possui uma declinação de +17° 43' 47" e uma ascensão recta de 16 horas, 05 minutos e 09,0 segundos.
A galáxia NGC 6047 foi descoberta em 27 de Junho de 1886 por Lewis A. Swift.